# Veitchia winin
Veitchia winin är en enhjärtbladig växtart som beskrevs av Harold Emery Moore. Veitchia winin ingår i släktet Veitchia och familjen Arecaceae.
Artens utbredningsområde är Vanuatu. Inga underarter finns listade i Catalogue of Life.

## Bildgalleri

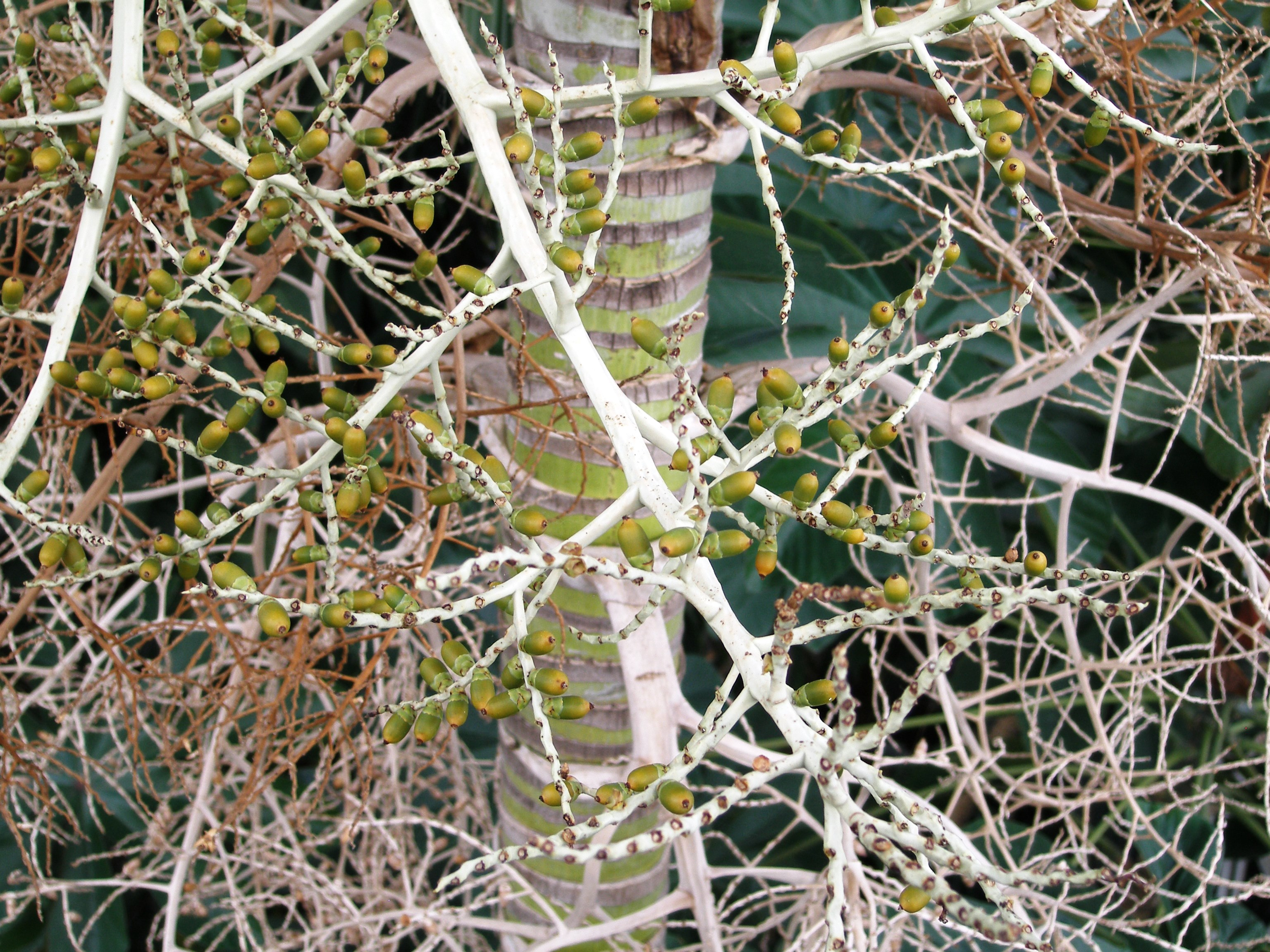
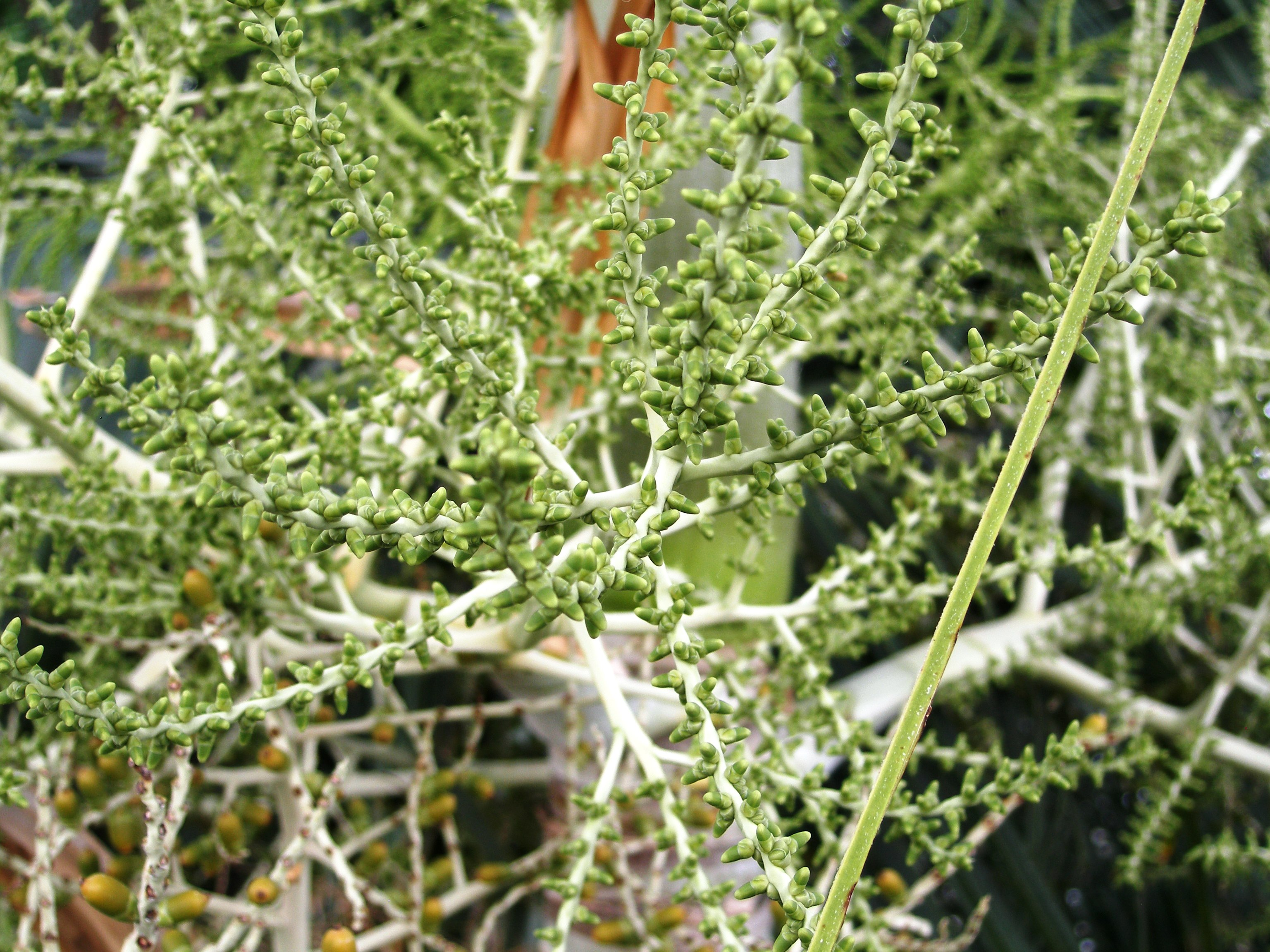